# Analphabeten in zwei Sprachen
Analphabeten in zwei Sprachen ist ein Kurz-Dokumentarfilm der deutschen Filmemacherin Mehrangis Montazami-Dabui, die an der Deutschen Film- und Fernsehakademie Berlin (DFFB) studierte. Die im Iran geborene Filmemacherin engagiert sich in ihren Filmen für die Belange der Ausländer in Deutschland.
In dem Film werden die „schulischen Probleme beleuchtet, die Schwierigkeiten der ausländischen Jugendlichen, sich zwischen zwei Kulturen und Sprachen zurechtzufinden, die Unmöglichkeit, das Recht einer guten Ausbildung wahrzunehmen“.

## Kritik
Die türkische Schriftstellerin Füruzan hält in ihrem Buch Logis im Land der Reichen folgende Wahrnehmung zu Müttern von türkisch, griechisch, italienisch, jugoslawisch sprechenden Kindern in Berlin-Neukölln und -Kreuzberg Mitte der 1970er Jahre zu diesem Film fest: 

„Hin und wieder wagen sie sich auch in die City. Und dort fällt ihnen unter den vielen Plakaten in der U-Bahn bestimmt nicht das eine auf, wo sie selbst abgebildet sind: ›Analphabet in beiden Sprachen‹. So heißt der Film [...] über türkische Schüler.“

## Filmfestivals
- Oktober 1975 Internationale Filmwoche Mannheim[1]

## Fernsehpremiere
- Sender Freies Berlin am 8. Juni 1981[1]

## Auszeichnungen
Der Film wurde 1975 auf der Leipziger Kurz- und Dokumentarfilmwoche mit dem Preis des Rates der Stadt Leipzig ausgezeichnet.